# Siegfried Reginald Wolf
Siegfried Reginald Wolf (* 19. Dezember 1867 in Prag; † 5. Januar 1951 in Haifa) war ein österreichischer Schachspieler.

## Biografie
Wolf entstammte einer jüdischen Prager Familie. Ende der 1880er Jahre kam er nach Wien, wo er seine gesamte Schachlaufbahn bestritt. Dabei blieb Wolf Amateur. Beruflich war er erfolgreich und stieg zum wohlhabenden Fabrikanten auf.
1891 wurde Wolf Mitglied des Neuen Wiener Schachklubs, der 1897 mit der Wiener Schachgesellschaft zum Wiener Schachklub fusionierte. Spätestens seit 1893 zählte er zum Kreis der Wiener Meister. Sein Spielstil wird als ausgewogen beschrieben, Wolf war weder ein typischer Positions- noch ein Kombinationsspieler. Bei verschiedenen Meisterturnieren belegte er zumeist mittlere Plätze. Seit 1910 war Wolf im neugegründeten Landstraßer Schachbund aktiv, der bis in die 1920er Jahre zu den spielstärksten Wiener Schachklubs gehörte. Von 1913 bis 1918 führte er zahlreiche Trainingswettkämpfe mit dem jungen Ernst Grünfeld durch. Wolf wird in dieser Zeit als Mentor Grünfelds bezeichnet, der ihn hinsichtlich der Spielstärke im Verlauf des Ersten Weltkriegs allmählich übertraf.
Im Jahr 1925 teilte Siegfried R. Wolf mit Albert Becker den ersten Platz bei der (inoffiziellen) österreichischen Schachmeisterschaft. Wolf nahm im fortgeschrittenen Alter als Mitglied der österreichischen Mannschaft an den Schacholympiaden zwischen 1927, 1928 und 1930 teil. Dabei erzielte er insgesamt 17 Punkte aus 32 Partien (+9 =16 −7). Wenig später endete seine Turnierlaufbahn.
Nach dem Anschluss Österreichs emigrierte er 1938 nach Palästina. In Haifa war Wolf bis zuletzt Vorsitzender des Schachklubs.
Sein Sohn Alfred Emil Wolf (1900–1923) war ebenfalls ein Schachspieler. Der junge Mann verunglückte tödlich in den Schweizer Bergen durch einen Fall bei oder von der Jungfrau. Bereits vor Lissizyn spielte er das nach diesem benannte Gambit. Nach Bachmanns Schachjahrbuch 1923 ist Alfred Wolf auch der Erfinder des sogenannten Landstrasse-Gambits 1. Sf3 d5 2. c4.

## Präsident des Schachverbandes
Die organisatorischen Fähigkeiten Siegfried R. Wolfs waren allgemein anerkannt, so dass er 1926 zum Präsidenten des Österreichischen Schachverbandes gewählt wurde. In seine Amtszeit, die bis 1929 ging, fiel eine organisatorische und finanzielle Umgestaltung, an der man im Grundsatz – was die Gleichstellung der Schach-Landesverbände Wien gegenüber betrifft – auch in der Nachkriegszeit festhielt.
Wolf wurde 1935 in antisemitische Auseinandersetzungen hineingezogen, in denen es um die Einführung des Arierparagraphen ging. Es kam zu einer inneren Spaltung des Österreichischen Schachverbandes, der dann 1938 dem Großdeutschen Schachbund angegliedert wurde.